# Centro deportivo Alcalá de Henares

Vista panorámica del estadio principal del Centro Deportivo Alcalá de Henares en la mañana del 16 de enero de 2022, antes de la disputa del partido entre el Atlético de Madrid femenino y el Sporting Club de Huelva perteneciente a la jornada 18 de la Primera División femenina 2021-22

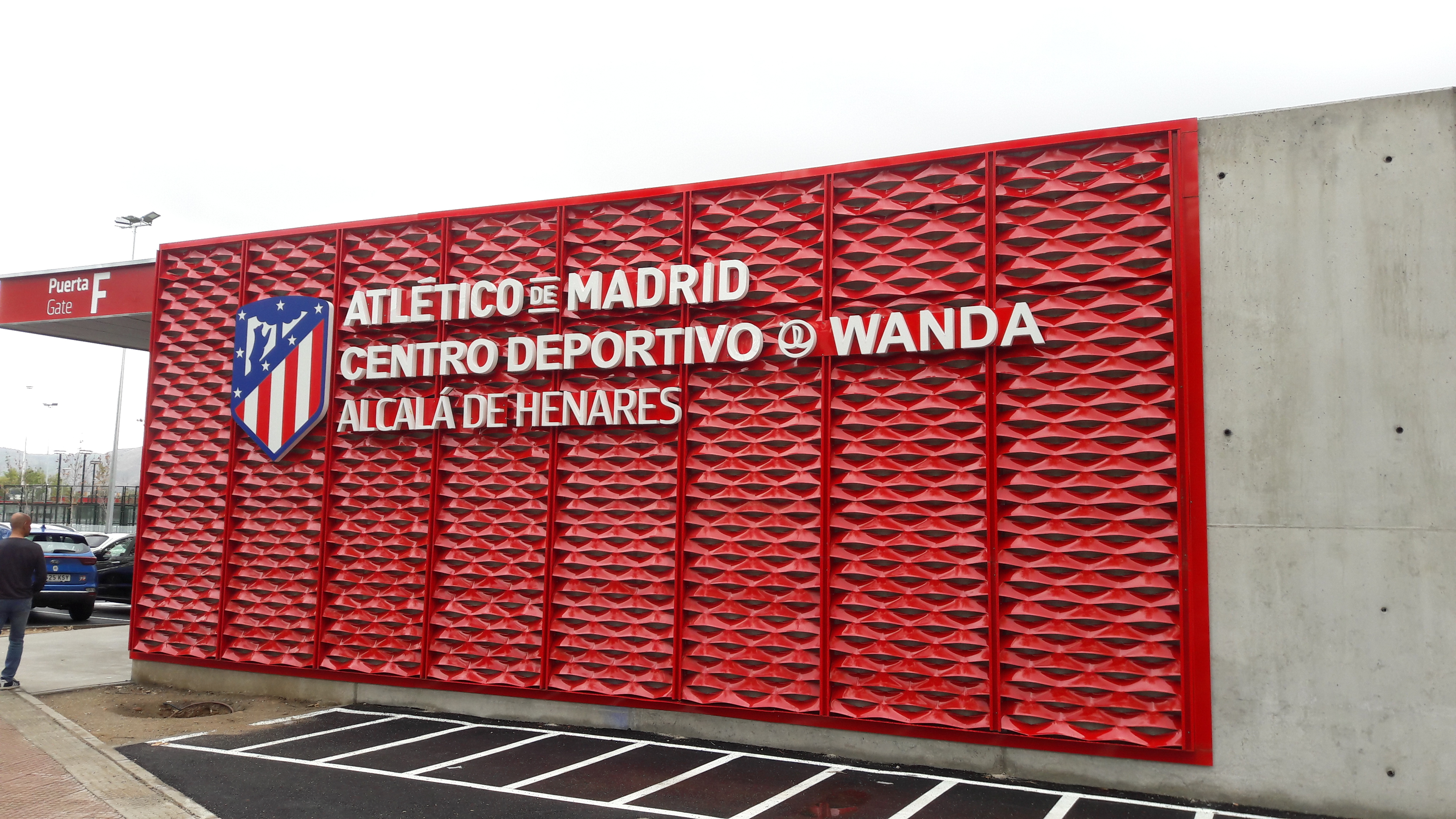
Entrada al centro deportivo Wanda Alcalá de Henares

El centro deportivo Alcalá de Henares —conocido por motivos de patrocinio como centro deportivo Wanda Alcalá de Henares— es un recinto deportivo propiedad del Atlético de Madrid, ubicado en Alcalá de Henares en la provincia de Madrid, España.
El recinto alberga los encuentros del Atlético de Madrid Femenino, así como sus equipos filiales. Posee un aforo para 2700 espectadores, y se creó con la idea de ser sede del primer equipo femenino y todas las categorías inferiores femeninas. También lo utilizan las categorías Cadete, Infantil, Benjamín y Prebenjamín masculinos. Se inauguró el 15 de septiembre de 2019 con victoria del Atlético de Madrid Femenino sobre el Sevilla ante 2.304 personas.

## Instalaciones
El Centro está ubicado en el barrio de Espartales y tiene una extensión de 69.960 metros cuadrados. El estadio principal tiene un aforo de 2700 espectadores. 
Además cuenta con otros cuatro campos de fútbol-11 y uno de fútbol-7 de hierba artificial. También dispone de unas instalaciones que cuentan con área de tecnificación de porteros, vestuarios, gimnasio, tienda oficial, cafetería, almacenes, aula de enseñanza y servicios médicos.

## Historia
La creación del Centro Deportivo Wanda Alcalá de Henares tuvo su origen en la estrategia del Atlético de Madrid de tener más presencia en la Comunidad de Madrid, más allá de la capital y del uso de las instalaciones del Estadio Cerro del Espino. El plan del club pasaba por crear dos ciudades deportivas en Alcorcón y Alcalá de Henares. En el caso de la de Alcalá se había llegado a un acuerdo con el consistorio gobernado por el Partido Popular, que debió de ser renegociado con el cambio de gobierno con el Partido Socialista Obrero Español.
El 3 de febrero de 2017 se anunció la aprobación por parte de la Junta de Gobierno del Ayuntamiento de Alcalá de Henares del plan para construir una ciudad deportiva en este municipio por parte del Atlético de Madrid, con el objetivo de que fuese una Sede para la Academia del club y crear un área de influencia en el Corredor del Henares, por su proximidad con el nuevo estadio del equipo, el Wanda Metropolitano. El plan inicial estimaba el inicio de la construcción en febrero de ese mismo año con una duración de 12 a 14 meses. El convenio incluía el uso de las instalaciones por parte de la Real Sociedad Deportiva Alcalá, así como el pago de un canon anual de 128 026 euros al ayuntamiento.
Finalmente el proyecto se retrasó y las obras se iniciaron el 2 de febrero de 2018. Al acto de colocación de la primera piedra acudieron el alcalde de la ciudad, Javier Rodríguez Palacios, acompañado por el concejal de deportes y otros cargos públicos del ayuntamiento, el presidente del club Enrique Cerezo, el consejero delegado, Miguel Ángel Gil Marín, uno de los capitanes del primer equipo y canterano, Saúl Ñíguez,  director de la Academia, Emilio Gutiérrez, el exjugador José Luis Pérez Caminero y la directora de Atlético de Madrid Femenino, Lola Romero. Se instaló una urna con una camiseta oficial de la primera equipación del equipo, dos cartas manuscritas por Enrique Cerezo y Javier Rodríguez Palacios destacando la importancia histórica del evento y un USB que contenía los nombres de todos las jugadoras y jugadores de la Academia del club. El presupuesto del proyecto ascendió a 14 millones de euros. así como el pago de un canon anual de 128 026 euros al ayuntamiento.
En mayo de 2019 Miguel Ángel Gil confirmó que la sección femenino del club jugaría la siguiente temporada en el nuevo Centro Deportivo, bajo el nombre de Centro Deportivo Wanda Alcalá de Henares. El 2 de septiembre de 2019 se produjo el estreno de las instalaciones con el entrenamiento de dos equipos de cadetes del club. El primer partido en el estadio lo disputó el filial con victoria por 2-0 sobre el C. F. Pozuelo de Alarcón. El primer gol en el estadio lo marcó Cristina Rincón. 
El 15 de septiembre de 2019 el primer equipo jugó su primer partido que el estadio. Asistieron 2304 personas y vencieron por 3-0 al Sevilla. Antes del partido los jugadores de la academia Paula Moreno y Javier Serrano realizaron el saque de honor. El primer gol lo marcó Ángela Sosa.

## Ubicación y acceso
El Centro está ubicado en el barrio de Espartales de Alcalá de Henares. Se puede acceder al recinto desde fuera de Alcalá en transporte público, mediante interurbano. También se puede llegar al municipio en tren de cercanías hasta la estación de Alcalá de Henares y luego desplazarse en autobús urbano.

### Autobuses
L3: Plaza Cervantes - Espartales
L10: Vía Complutense - Espartales
L1 A: Circular Alcalá de Henares
L7: Ensanche Norte - Nueva Alcalá / Cementerio Jardín
227: Alcalá de Henares (Espartales/Univ.) - Avda. América (Madrid).

### Trenes de cercanías
Guadalajara - Chamartín
 Alcalá de Henares - Principe Pío
 Guadalajara - Cercedilla

### Carretera
- Nacionales:  y
- Autonómica:  M-119